# Melissa Errico
Melissa Errico (* 23. März 1970 in New York City) ist eine US-amerikanische Schauspielerin und Musikerin.

## Biografie
Errico wuchs mit ihren zwei Geschwistern in Manhasset, Long Island nahm dort Ballettunterricht und wollte eigentlich Turnerin werden, bis sie sich eine Knieverletzung im Alter von zwölf Jahren zuzog.
Sie bekam schon bald eine Rolle in der US-amerikanischen Kindershow Great Space Coaster angeboten, die ihr ein wenig Ruhm einbrachte. Nach Abschluss der Highschool studierte sie an der anerkannten Yale-Universität Kunstgeschichte und Philosophie, ehe sie das Studium mit mehreren Auszeichnungen beendete. Das Theaterspielen ist ihre große Leidenschaft für die sie klassischen Schauspielunterricht an der Oxford-Universität in England nahm, um gute Rollenangebote zu erlangen.
Es folgte eine grandiose Theaterkarriere. Ihr Broadway-Debüt gab sie in Anna Karenina, gefolgt von My Fair Lady und weiteren Rollen. Anschließend versuchte sie sich wieder im Fernsehen, gab das Vorhaben aber wieder auf und kehrte auf die Bühne zurück.
2003 veröffentlichte Errico ihr hochgelobtes Debütalbum Blue Like That. Seit 1998 ist sie mit Patrick McEnroe verheiratet.

## Filmografie (Auswahl)
- 1995: Central Park West (Fernsehserie)
- 2000: Frequency
- 2002: Leben oder so ähnlich

## Diskografie (Auswahl)
- 2003: Blue Like That
- 2008: Lullabies & Wildflowers
- 2011: Legrand Affair